# Ketsch (Dascht)
Der Ketsch (Urdu دریائے کیچ, engl. „Kech Kaur“) ist ein nur saisonal oder nach einem heftigen Regen Wasser führender Fluss in der wüstenhaften Region Makran im Südwesten der Pakistanischen Provinz Belutschistan.

## Geographie
Der Ketsch entsteht beim Zusammenfluss des von Westen kommenden „Gish Kaur“ und des von Norden herbeikommenden „Gazai Kaur“, beides ebenfalls nur saisonal, von zahlreichen Gebirgsbächen gespeist, Wasser führende Flüsse. Der Ketsch selbst fließt zunächst in allgemein südlicher Richtung, bis er sich wenige Kilometer östlich von Sāmi und nach Unterqueren der beidseitig einspurigen Autobahn Ratodero-Gwadar-Motorway mit dem von Osten kommenden „Kil Kaur“ vereinigt und von dort an nach Westen weiterfließt. 

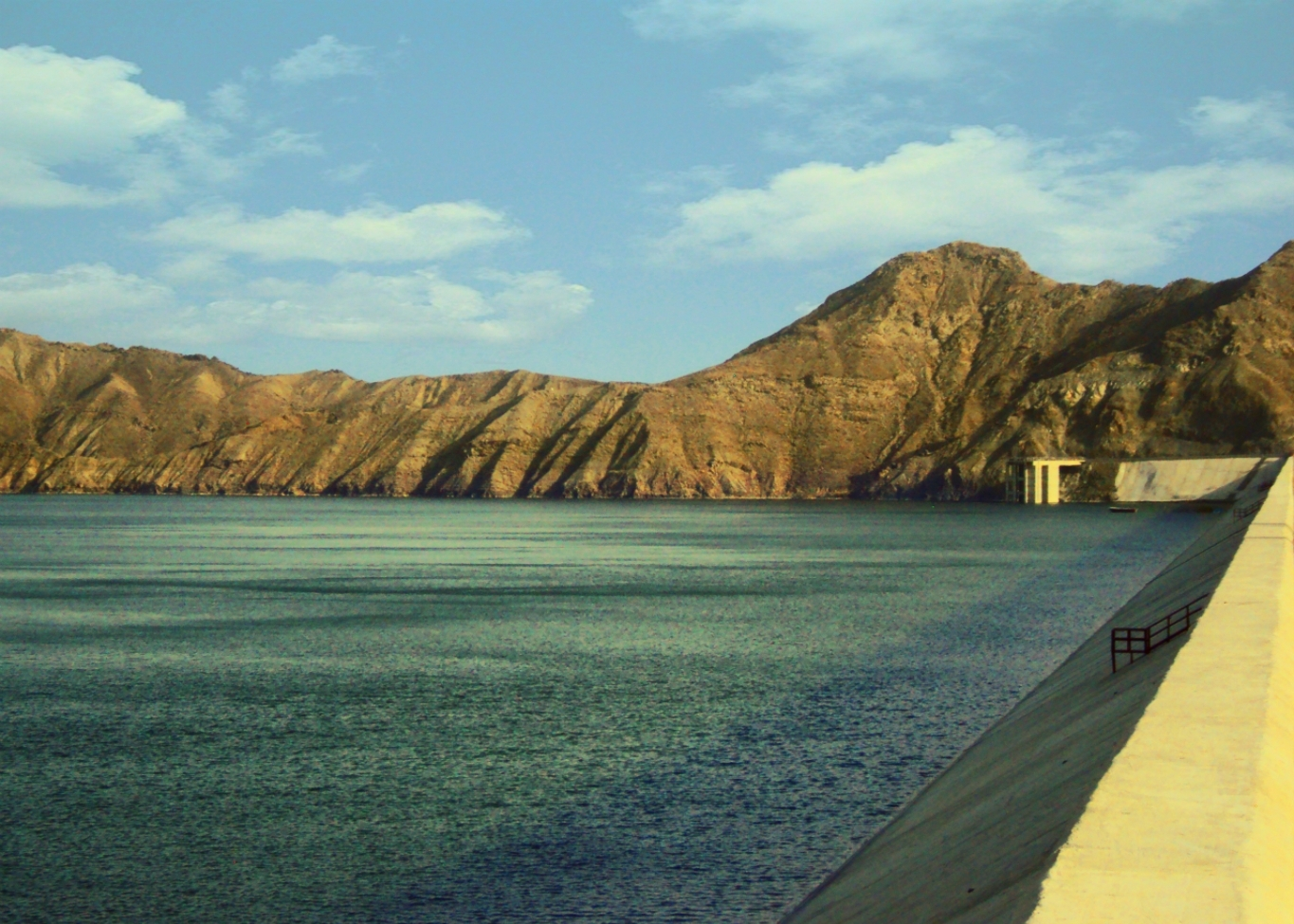
Der Mirani-Stausee bei nahezu Vollstau

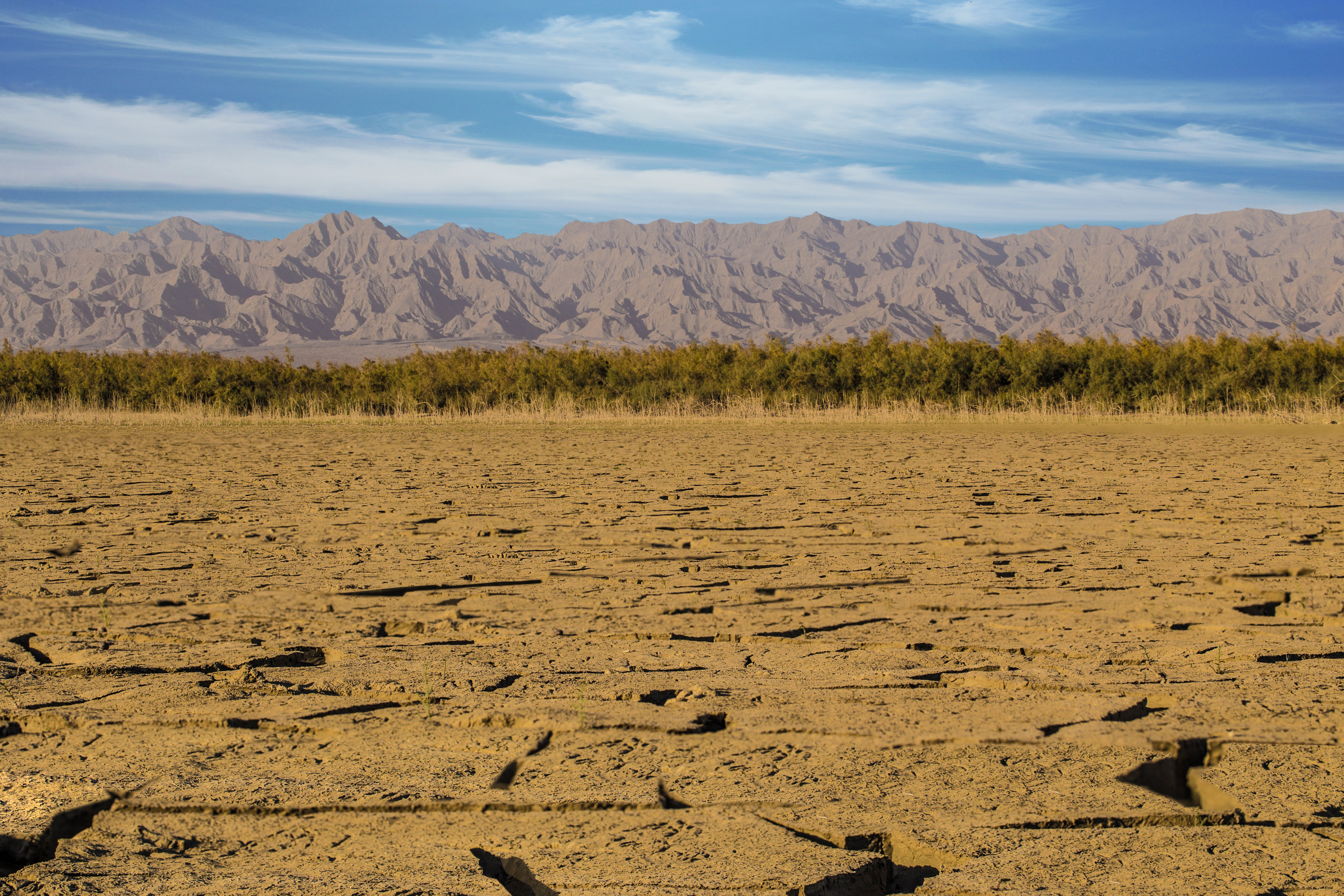
Ausgetrockneter Mirani-Stausee (Januar 2015)

Nach etwa 80 km weiterer Fließstrecke, wobei nach rund 40 km die Großstadt Turbat am südlichen, linken Ufer passiert wird, endet der Fluss am Nordende des Mirani-Stausees, der durch den 2006 vollendeten Mirani-Staudamm (Lage) rund 8 km weiter südlich aufgestauten Dascht (Urdu دریائے دشت, engl. „Dasht Kaur“) gebildet wird. Von Westen kommend mündet auch der „Nihing Kaur“ hier in den Stausee bzw. in den Dascht.
Das Wasser des Flusses wird zur Bewässerung von Obstplantagen und Gemüsefeldern genutzt, das des Mirani-Stausees sowohl zur Bewässerung als auch zur Trinkwasserversorgung der Stadt Gwadar am Arabischen Meer.
Nach heftigen Regenfällen wie den gelegentlich gewaltigen Winterregenstürmen oder beim Ausregnen eines Zyklons über Makran kann der Ketsch, wie alle Gebirgsbäche und -flüsse in Belutschistan, schnell zu einem reißenden, Hochwasser führenden Strom mutieren und über die Ufer treten. So wurden die Stadt Turbat und andere Siedlungen im Tal des Ketsch im Juni 2007 weitgehend überschwemmt, als der Zyklon „Yemyin“ über Makran hinwegzog, und Tausende mussten ihre Häuser verlassen.